# ヴァイナー・ブルック
サー・チャールズ・ヴァイナー・ブルック（Sir Charles Vyner Brooke, Rajah of Sarawak, GCMG、1874年9月26日 - 1963年5月9日）は、サラワク王国の第3代かつ最後のラージャ（藩王）である。

## 若年期
ヴァイナーは、第2代ラージャ・チャールズ・ブルックとその妻マーガレット・ド・ウィントの間の子供である。ロンドンで生まれ、そこで少年時代を過ごした。ウィンチェスター・カレッジを経てケンブリッジ大学モードリン・カレッジを卒業した後、父が統治するサラワク王国の公務員となった。
1897年に父の副官、1898年にシマンガン地区の地区担当官、1902年にムカとオヤの総督、1903年に第3管区総督、1904年に裁判所長官および最高・一般審議会副議長となった。
1911年にイギリスに渡り、1911年5月12日に陸軍ロンドン第3州ヨーマンリーの狙撃兵部隊に少尉として任官したが、1913年5月21日に退任した。第一次世界大戦中には、身分を隠して海軍の対空防衛部隊に勤務し、また、ロンドン東部・ショーディッチの飛行機製造工場で整備士として働いた。
1911年6月22日、イギリス国王ジョージ5世より"His Highness"（殿下）の称号を授与された。1911年2月21日、イーシャ子爵の娘のシルヴィア・ブレットと結婚し、その後サラワクに戻った。

## サラワクのラージャ
1917年5月17日に父チャールズが死去した。同年5月24日にクチンにて第3代ラージャとして宣言され、翌1918年7月22日にサラワクの議会（ネグリ・センビラン）にて宣誓を行った。父の遺志に従って弟のバートラムと共同で統治を行った。治世の初期に国内のゴム産業と石油産業が活況となり、それにより国内の経済が好況となったため、ヴァイナーは公共サービスなどの国の制度を近代化し、1924年には英領インドのものを元にした刑法を導入した。
1927年にイギリスの爵位を授けられた。
ヴァイナーは国内でのキリスト教の宣教を禁止し、土着の伝統を尊重する（ただし首狩りは禁止した）など、比較的放任主義的であり、国民からの支持も高かった。1941年、建国100年を記念して憲法を制定し、立憲君主制に移行した。ヴァイナーは、憲法でラージャとしての権限を制限する代わりに、個人的な経費として20万ポンドを財務省から引き出した。

### 第二次世界大戦
1941年12月16日に大日本帝国軍がミリに上陸してボルネオ島への侵攻を開始し、12月24日には首都クチンが陥落して、サラワクは終戦まで日本の軍政下に置かれた。ヴァイナーとその家族はオーストラリアに亡命した。

## 退位とその後

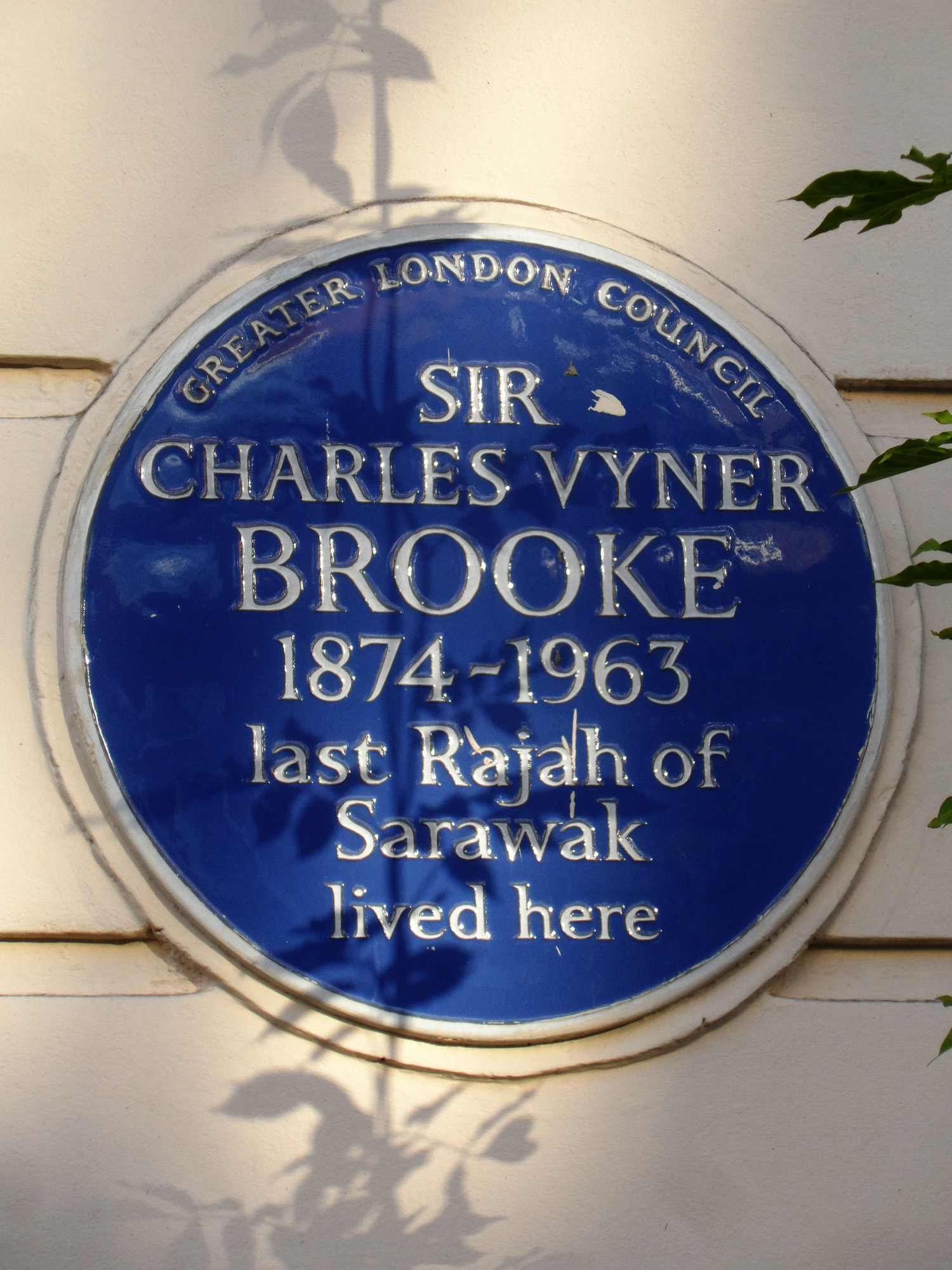
ヴァイナーの旧宅を示すブループラーク（ロンドン・アルビオン通り）

終戦後の1946年4月15日、ヴァイナーはサラワクに戻り、一時的にラージャとしての権限を取り戻したが、同年7月1日、サラワクを王冠植民地としてイギリス政府に譲渡した。
ヴァイナーはイギリスに戻り、1963年5月9日にロンドン・ベイズウォーターのアルビオン通り沿いの自宅にて死去した。その4か月後の9月16日には、サラワク、マラヤ、北ボルネオ、シンガポールが統合してマレーシアが成立した。遺体は、父や弟らとともにデヴォン州シープスターのセント・レオナード教会に埋葬されている。
ヴァイナーの甥（バートラムの息子）のアンソニー・ブルックは、サラワクの公務員や判事を務め、1937年にはラージャ・ムダ（王太子）に就任した。これは、ヴァイナーの子供が全て女子だったためである。アンソニーはサラワクのイギリスへの譲渡に反対しており、これはネグリ・センビランの多数派である先住民の議員も同様だった。彼らは5年間に渡り譲渡反対運動を展開した。1948年12月、シブにおいて第2代サラワク総督ダンカン・スチュワートが若い民族主義者ロスリ・ドビに襲撃され死亡したことで、反対運動は下火となった。アンソニーはこの事件への関与が疑われたが、後にイギリス公文書館が機密解除した文書により、アンソニーは無関係であることが判明した。

## 家族
ヴァイナーには3人の娘がいた。彼女らの名前には、マレー語でレディに相当する称号である「ダヤン」が冠されることがあった。
- レオノーラ・マーガレット(Leonora Margaret) - インチケープ伯爵ケネス・マッケイ（英語版）と結婚し、ケネスの死後はアメリカの軍人フランシス・パーカー・トンプキンス大佐と再婚した。
- エリザベス(Elizabeth) - 王立演劇学校を卒業して歌手・女優となった。ダンスバンドのリーダーのハリー・ロイ（英語版）と結婚し、その死別後、リチャード・ヴィドマーと再婚した。
- ナンシー・ヴァレリー(Nancy Valerie) - 1936年の映画『進め龍騎兵（英語版）』などに出演した女優。アメリカ人レスラーのロバート・グレゴリー、スペイン人実業家のホセ・ペピ・カバロなどと4回結婚し、フロリダで死去した。

## ヴァイナーに因む物
1927年にサラワクで進水した客船には、ヴァイナーに因んで「ヴァイナー・ブルック」と命名された。この船は、1942年に日本軍の攻撃を受けて沈没した（バンカ島事件）。